# ミラティブ
株式会社ミラティブは、 東京都目黒区に本社を置く日本の企業。

## 概要
ゲーム配信プラットフォーム「Mirrativ（ミラティブ）」の運営を行っている。

## 沿革
- 2018年
  - 2月 - 東京都世田谷区に株式会社エモモを赤川隼一が創業する。
    - 理念は「わかりあう願いをつなごう｣[2]。

  - 3月 - Mirrativを株式会社ディー・エヌ・エーから事業継承。
  - 4月 - 東京都渋谷区へ移転[3]。
  - 4月 - グロービス・キャピタル・パートナーズおよび複数のベンチャー キャピタル・個人投資家を引受先とする10億円超の第三者割当増資を実施[4]
  - 5月 - 株式会社エモモから株式会社ミラティブへ社名変更。
  - 5月 - バーチャルライバーグループ「にじさんじ」と提携。
  - 6月 - ゲーム開発者向けに「ゲーム配信リンク」を公開[5]。
  - 7月 - 「荒野行動」と提携開始。
  - 8月 - バーチャル配信者として生配信ができるアバター機能「エモモ」を実装。
- 2019年
  - 2月 - JAFCO、グローバル・ブレイン、YJキャピタル、グロービス・キャピタル・パートナーズ、伊藤忠テクノロジーベンチャーズ、ANRIを引受先とする第三者割当増資を実施[6]
  - 2月 - グローバル展開を本格開始[7]
  - 5月 - fancを実装。収益を得られるファンクラブ型SNS[8]。
  - 5月 - 「エモモ」にて、カラオケができる機能「エモカラ」の提供を開始[9]
- 2020年
  - 8月 - Mirrativ内のミニゲームとして「エモモRUN」をリリース[10][11]
  - 12月 - fanc(ファンク)終了。 安定したサービスの提供が難しくなったことが理由でサービス終了することを11月10日にfanc公式ブログで発表された。

- 2021年
  - 2月 - Mirrativ内のミニゲームとして「エモモバトルドロップ」をリリース[12]
- 2022年
  - 3月 - コアゲームユーザーを活用したリサーチサービスを提供開始[13]
  - 7月 - Mirrativにて、ライブゲーム「エモモランあーるぴーじー」を常設化
  - 9月 - Mirrativにて、ライブゲーム「みんにゃで！ねこメダル」を先行リリース[14]
  - 9月 - Mirrativにて、株式会社カヤックのライブゲーム「ヌシ釣り」をリリース[15]
  - 9月 - Mirrativにて、株式会社オルトプラスのライブゲーム「アルティメットボウル」をリリース[16]
  - 9月 - Mirrativにて、株式会社プロセスジャパンのライブゲーム「ミリオンパーク」をリリース[17]
  - 10月 - Mirrativにて、株式会社MIXIのライブゲーム「モンスターストライク カケヒキトレジャー」をリリース[18]
  - 11月 - Mirrativにて、株式会社Play Technologiesのライブゲーム「ポチポチ コンビニ経営」をリリース[19]
  - 11月 - MIXI、丸井グループ、KDDI Open Innovation Fund 3号、バンダイナムコエンターテインメント、セガの5社を引受先とした第三者割当増資を実施[20]
- 2023年
  - 2月 - Mirrativにて、株式会社ディー・エヌ・エーのライブゲーム「プリンセス＆ナイト」を先行リリース[21]
  - 3月 - 株式会社丸井グループが展開する「マルイ」「モディ」「エポスカード」との共創を開始[22]
  - 8月 - 初の単独ポップアップストアを有楽町マルイにてオープン[23]
  - 10月 - Mirrativにて、株式会社MIXIのライブゲーム「モンスターストライク ぽこぽこアーミー」をリリース[24]
  - 11月 - Mirrativにて、株式会社セガのライブゲーム「ちぇいんくろにくるローグ」をリリース[25]
- 2025年
  - 5月 - VTuberキャスティングプラットフォーム「ぶいきゃす」の株式会社アイブレイドを子会社化（2024年実施）と、配信演出ツール「CastCraft」の株式会社キャスコードとの資本業務提携を発表し、新規事業としてYouTube・Twitch・TikTokなどで活躍するVTuber/ストリーマーを含むすべての配信者に向けた支援を行うストリーマープラットフォーム事業を始動[26]
  - 5月23日 - ミラティブ初のラジオ番組「ミラティブおしゃべりる〜む」を渋谷クロスFMにて放送開始[27]